# Венгард TV3
Венгард TV3 англ. Vanguard TV3, Авангард, (Test Vehicle 3, третій випробувальний апарат), (Vanguard 6.5in Satellite 1) — перша американська спроба запустити штучний супутник Землі. Це був маленький апарат, розроблений для перевірки можливості запуску триступеневою ракетою-носієм «Венгард» супутника і перевірки впливу на нього і його системи навколоземного космічного середовища. Він також мав використовуватись для геодезичних вимірювань за допомогою аналізу орбіти.

## Опис
Космічний корабель був приблизно 1,5-кілограмовою алюмінієвою сферою діаметром 16,3 см, майже ідентичною пізнішому «Венгард-1». Циліндр, обшитий теплозахисними екранами, встановлений всередині сфери, утримував корисне навантаження приладу. Він містив набір ртутних батарей, телеметричний передавач потужністю 10 МВт, 108 МГц, що живився від батарей, і передавач маяка Minitrack потужністю 5 МВт, 108,03 МГц, який живився від шести квадратних (приблизно 5 см зі сторони) сонячних батарей, встановлених на корпусі супутника. Шість пружинних антен з алюмінієвого сплаву довжиною 30 см і діаметром 0,8 см стирчали зі сфери. При спрацьовуванні повітряні осі були взаємно перпендикулярними лініями, які проходили через центр сфери. Передавачі призначені в першу чергу для інженерних даних і даних відстеження, але також повинні були визначити загальний вміст електронів між супутником і наземними станціями. «Венгард» також мав два термістори, які могли вимірювати внутрішню температуру, щоб відстежувати ефективність теплового захисту.
Циліндричний роздільний пристрій був розроблений, щоб утримувати сферу на третьому ступені до розгортання. Під час розгортання ремінь, що утримує супутник, буде звільнений, і три листові пружини відокремлять супутник від циліндра та третього ступеня з відносною швидкістю приблизно 0,3 м/с.

## Передумови
У 1950-х роках весь світ усвідомлював, що польоти у космос не є чимось неможливим, і внаслідок буму технологій ракетобудування після Другої світової війни було очевидно, що незабаром розпочнеться нова космічна ера, що відкриє новий етап протистоянню між двома країнами в новій сфері космосу. Після того як СРСР запустили два перші супутники, «Супутник-1» та «Супутник-2», уряд США був спантеличений, бо не очікував, що СРСР здатні зробити настільки потужну ракету, яка може виводити такі важкі вантажі на орбіту.
На той час США мали власну супутникову програму під назвою «Венгард», яка мала запустити перший супутник США. На пресконференції у Білому домі прямо ніхто не казав, що команда збирається запустити супутник у грудні, але під тиском журналістів та уряду вони наважилися зробити першу спробу. У п'ятнадцятихвилинній презентації Дуайту Ейзенхауеру Джон Хаген і Джон Холідей підкреслили тодішній експериментальний статус програми «Венгард». ТВ-2, який тоді готувався до стрільби на мисі Канаверал, не був повною машиною «Венгард», оскільки складався лише з першого ступеня «Венгард» і двох макетів замість другого та третього ступенів. Тоді жодна повна машина «Венгард» не була випробувана в польоті, а запланована на грудень модель TV3 все ще була на заводі. Крім того, цей перший повний «Венгард» не був транспортним засобом для місії; це був тестовий корабель, розроблений, головним чином, не для того, щоб вийти на орбіту Землі, а для вимірювання характеристик самої ракети-носія. Плани, однак, передбачали, що TV3 нестиме мінімальне корисне навантаження, обладнаний 6,4-дюймовий супутник, маса якого становила 4 фунти. Попередні розрахунки вказували на те, що він міг би вивести такий супутник на орбіту, але жодних гарантій цього результату за цих обставин було неможливо.

## Запуск

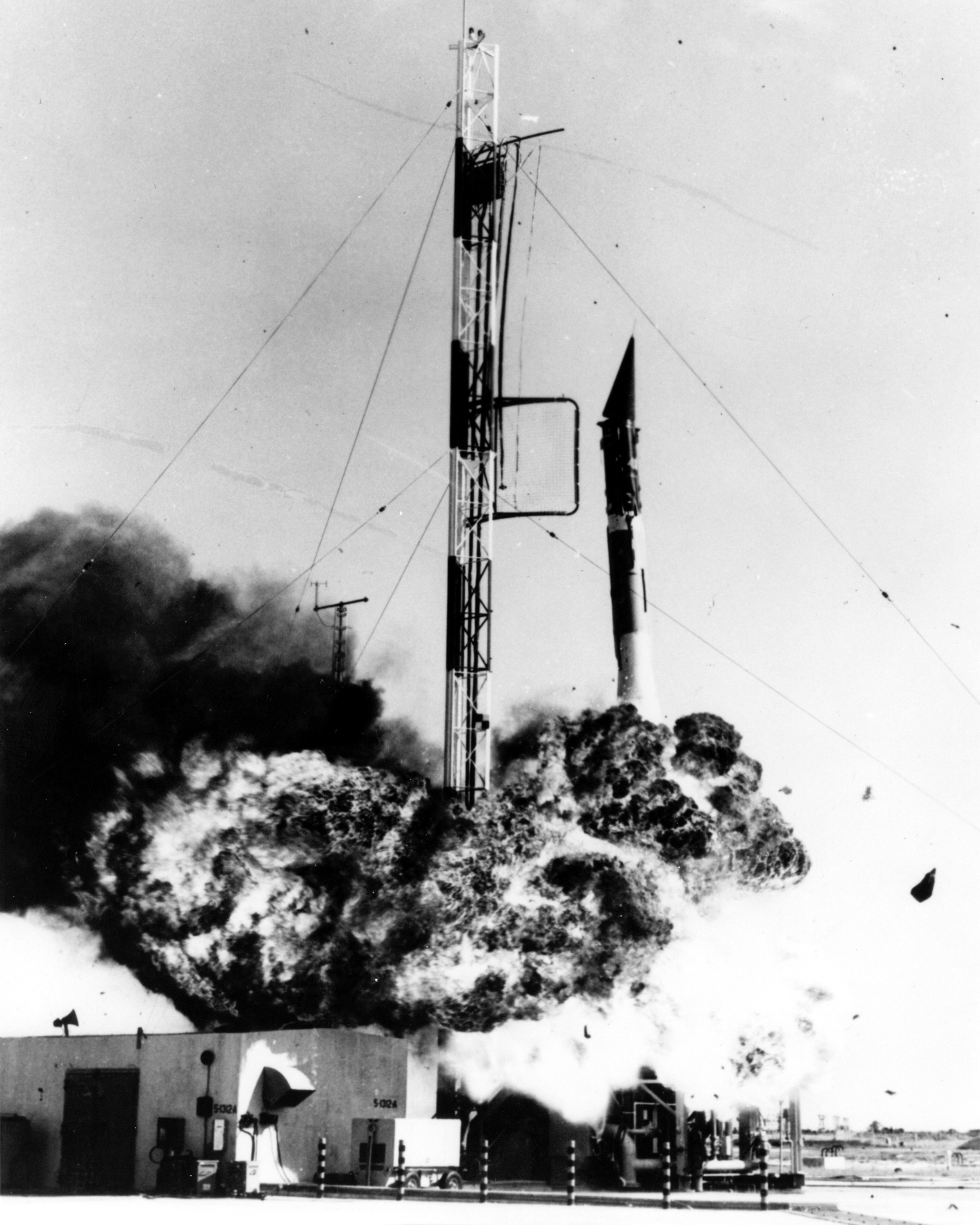
Вибух ракети-носія «Венгард» під час запуску 6 грудня 1957 року.

6 грудня 1957 року під час запуску на мисі Канаверал ракета-носій почала злітати, але через дві секунди після відриву, піднявшись на 1,2 м, втратила тягу і почала падати на стартовий майданчик. Встановлено, що паливні баки розірвались і вибухнули, знищивши ракету-носій і частково пошкодивши стартовий майданчик. Супутник приземлився недалеко, а його передавачі продовжували передавати сигнал радіомаяка. Однак супутник було пошкоджено і неможливо використати повторно. Нині він виставлений у Національному музеї авіації і космонавтики Смітсонівського інституту. Зовнішній вигляд змінили, щоб показати, яким його знайшли на стартовому майданчику.
Точну причину аварії не встановлено, загальноприйняте пояснення — низький тиск у паливному баку до початку нагнітання палива турбонасосом через витік з інжектора спричинив загоряння в паливній системі під час запуску.

## Реакція
Після невдалого запуску супутника ЗМІ почали критикувати програму «Венгард», та адміністрацію США за повільну роботу над розробкою і запуском американського супутника. Саме тоді пролунали перші жартівливі назви для вцілілого супутника «Венгард 1a», а саме «Flopnik», «Kaputnik», «Oopsnik» і «Stayputnik». Ці назви схожі на слово «sputnik», але мають дещо іронічне значення.
Проте варто зазначити, що на брифінгу президента Хагена-Холадая не було сказано, що команда «Венгард» збирається вивести супутник на орбіту в грудні; було сказано лише, що вони «планували» запустити одну зі своїх «тестових ракет» із супутниковим орієнтиром, набагато менш складну процедуру, особливо для групи людей, які вже поставили дві тестові машини поспіль і були на порозі покращення цього рекорду шляхом успішного запуску третього, TV2, 23 жовтня. Проте в емоційно напруженій атмосфері ранньої ери після супутника було, мабуть, занадто очікувати від репортерів розрізняти обіцяний запуск і обіцяну орбіту. Очевидно, небагато, якщо такі взагалі були. Преса рясніла  розповідями про те, що до кінця року американська відповідь супутнику СРСР облетить земну кулю. У Хагена та його співробітників не було іншого вибору, як вважати невчасне звільнення з Білого дому, точніше інтерпретацію цього ЗМІ, як наказ; і всі підрозділи Project «Венгард» готові до прискорених зусиль, пов'язаних з невизначеністю.
Якби «Венгард ТV3» виконав свою місію, команда проєкту розглядала б свій успіх, за словами Хагена, як «бонус». Давши головному виконавчому директору реалістичне резюме ситуації, Хаген і Холадей — і всі інші, пов'язані з програмою «Венгард» — були, зрозуміло, здивовані та налякані, коли 9 жовтня журналісти почали писати про те, що протягом наступного грудня у рамках програми «Венгард» буде запущено супутниковий апарат.
Після невдачі першого запуску уряд вирішив скористатися планом Б, а саме використати для запуску супутника США модифіковану ракету «Юпітер-С». До цього її використання вважали недоцільним, бо її модифікація повинна була зайняти більше часу, ніж розробка «Венгард TV3», якого в США зовсім не було, бо на той момент СРСР вже вдалося запустити два важких супутники, поки Сполучені Штати досі намагалися відірватися від землі. Для більшості інженерів це було очікуваним і правильним рішенням, його чекали ще з моменту, коли тільки «Супутник-1» було запущено.